# Grande Prêmio do Cinema Brasileiro 2021
A 20.ª cerimônia (português brasileiro) ou cerimónia (português europeu) de entrega do Grande Otelo foi apresentada pela Academia Brasileira de Cinema e Artes Audiovisuais (ABCAA), com o patrocínio da TV Globo e da Sabesp, através da Lei Federal de Incentivo à Cultura do Ministério da Cultura, homenageando os filmes que se desatacaram no ano de 2020. Foi a segunda edição realizada sem a presença de público devida à atual pandemia de COVID-19. A cerimônia ocorreu no Theatro Municipal de São Paulo, em São Paulo, em 28 de novembro de 2021 com apresentação das jornalista Adriana Couto e Renata Boldrini. As nomeações foram anunciadas em 28 de setembro de 2021.
Pacarrete ganhou seis prêmios, o maior vencedor da noite, incluindo o de Melhor Atriz. Entretanto, o vencedor como Melhor Filme foi A Febre. Outros vencedores foram Babenco - Alguém Tem que Ouvir o Coração e Dizer: Parou, com três prêmios, Boca de Ouro e M8 - Quando a Morte Socorre a Vida, com dois prêmios, e 10 Horas para o Natal, A Divisão, Fim de Festa e Os Under-Undergrounds, O Começo com um.

## Vencedores e indicados
Os indicados foram anunciados em 28 de setembro de 2021 através do site oficial da Academia e suas respectivas redes sociais. Boca de Ouro e Pacarrete lideraram todos os filmes indicados com quinze nomeações cada.
Os vencedores foram anunciados durante a cerimônia de premiação no dia 28 de novembro. O cineasta Jeferson De tornou-se o primeiro profissional negro a receber o prêmio de Melhor Diretor na história da premiação. Aos 87 anos, indicado ao prêmio de Melhor Ator, Rogério Fróes tornou-se o ator mais velho indicado nesta categoria. Marcélia Cartaxo se tornou a quarta atriz a vencer duas vezes a categoria de Melhor Atriz, após Glória Pires, Leandra Leal e Regina Casé alcançarem este feito.

### Prêmios
Os vencedores estão listados em primeiro e destacados em negrito.
| † | Indica uma nomeação póstuma. |

| Melhor Longa-Metragem de Ficção | Melhor Direção |
| --- | --- |

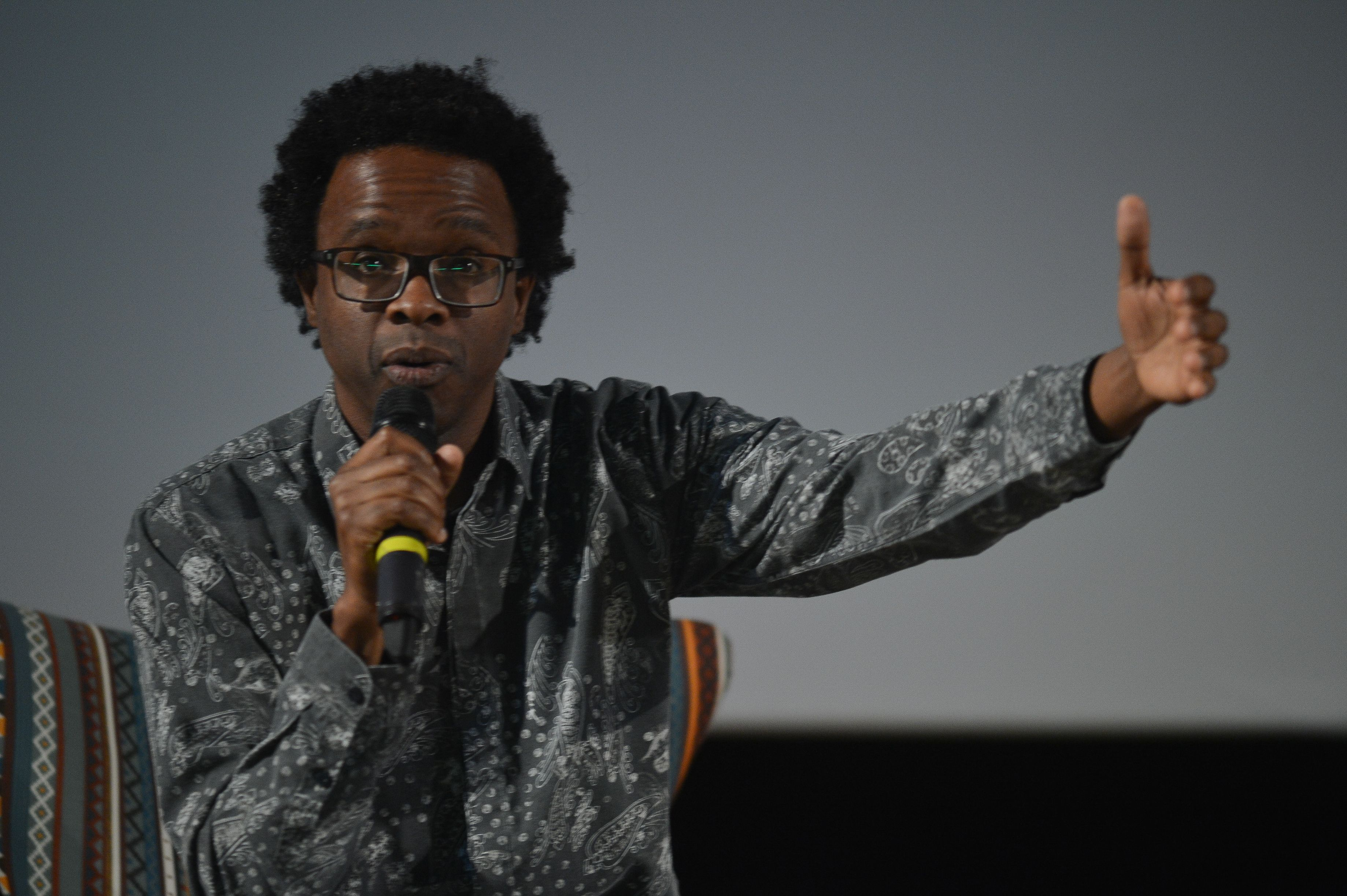
Jeferson De, Melhor Direção

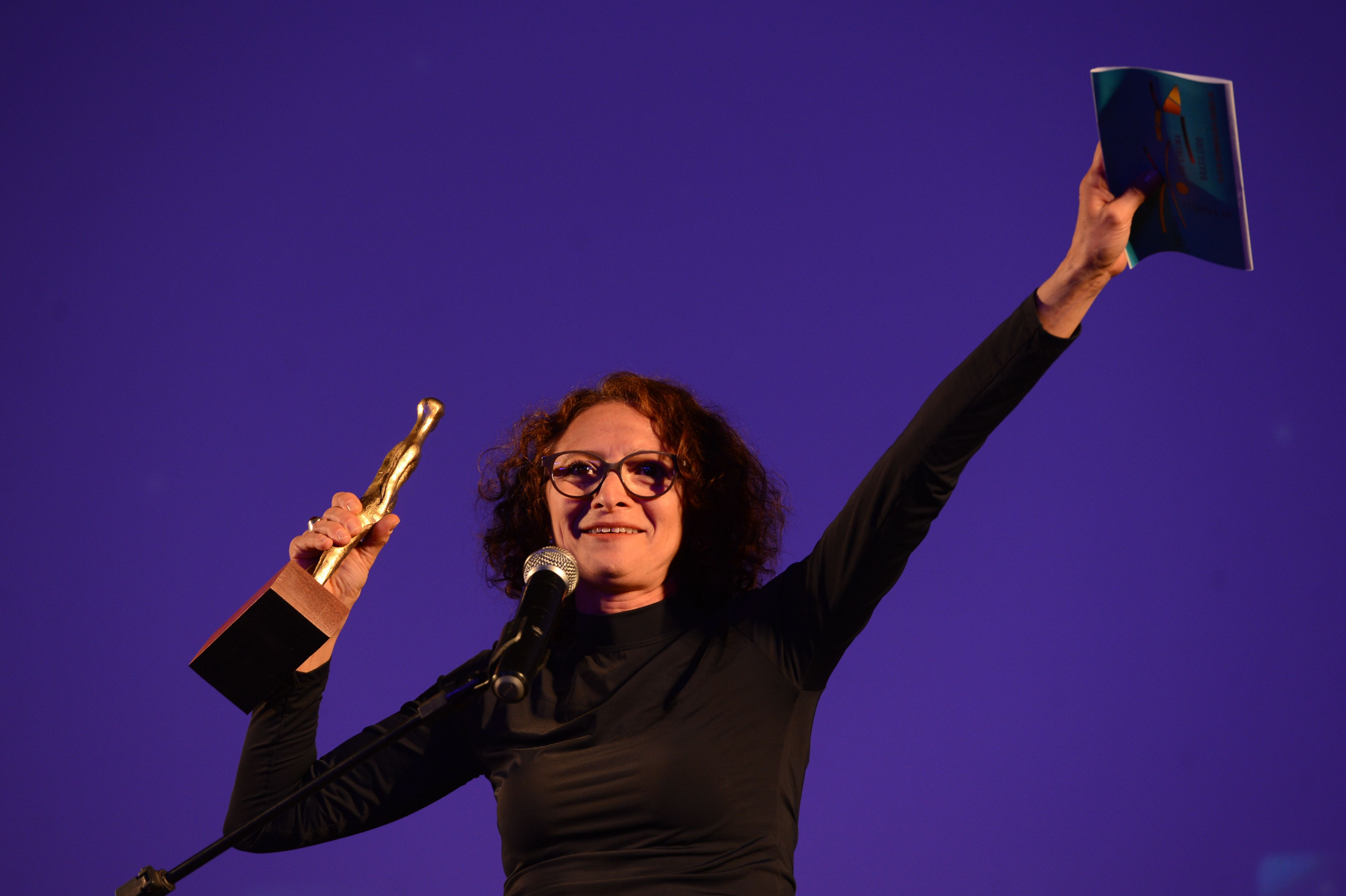
Marcélia Cartaxo, Melhor Atriz

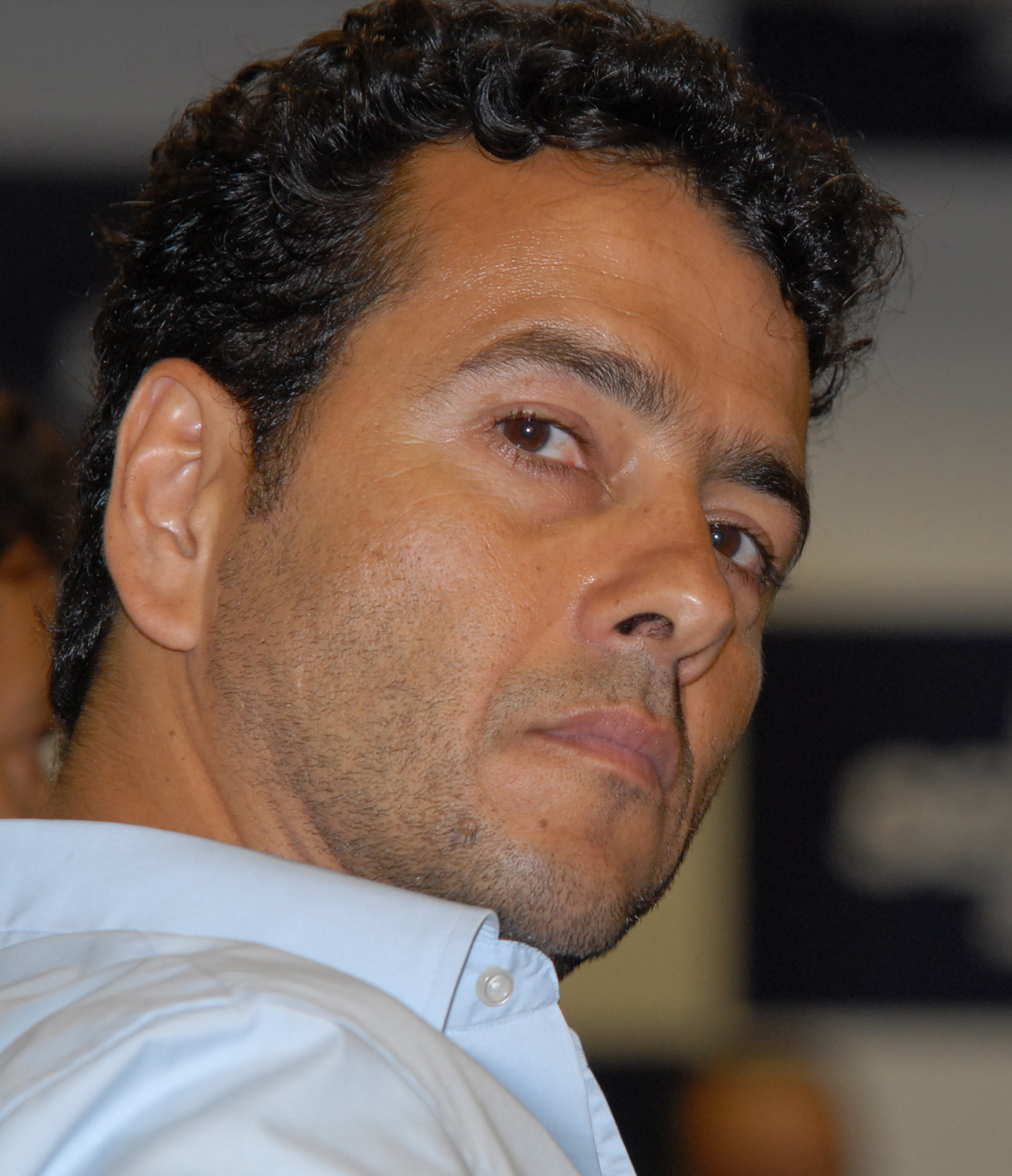
Marcos Palmeira, Melhor Ator

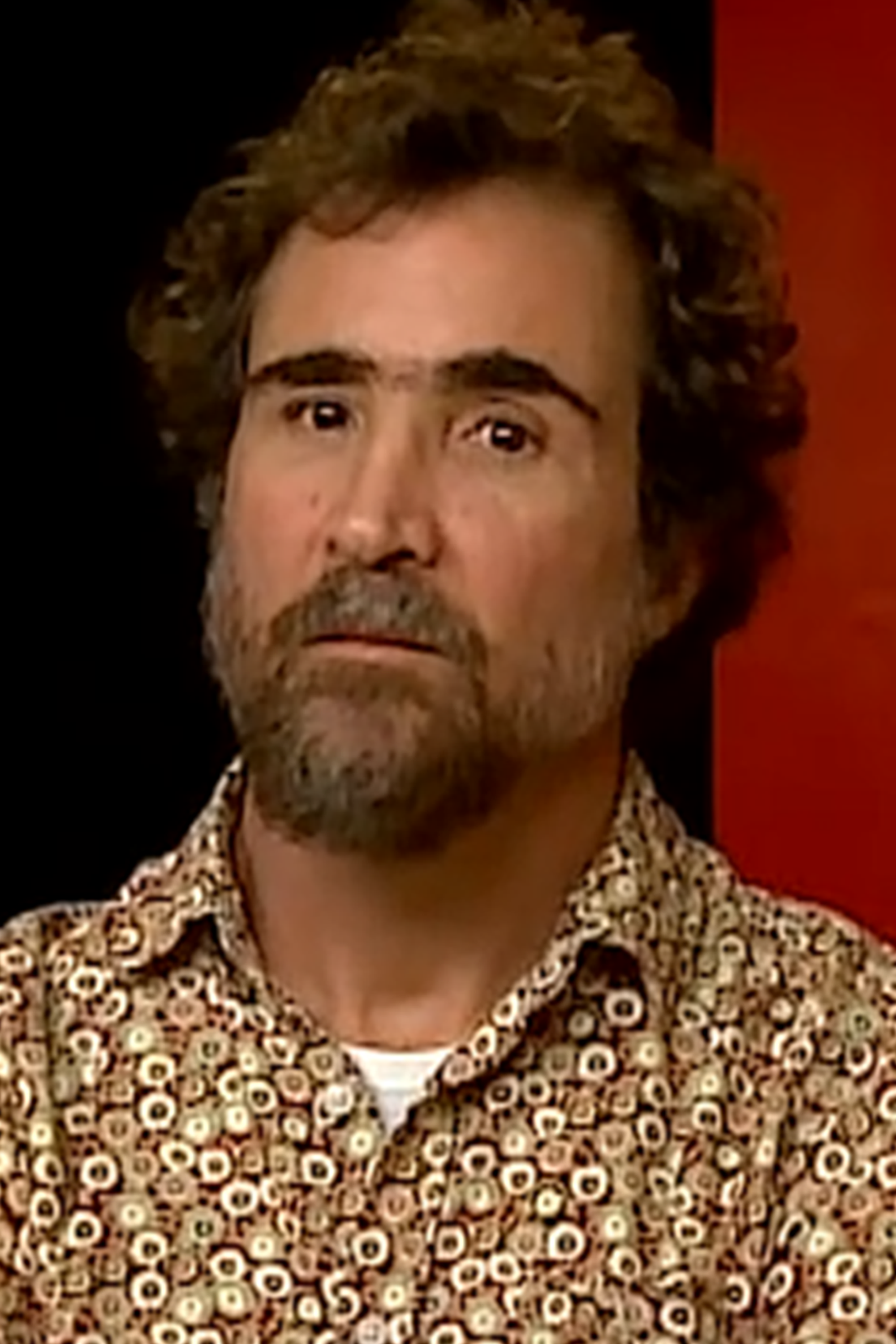
João Miguel, Melhor Ator

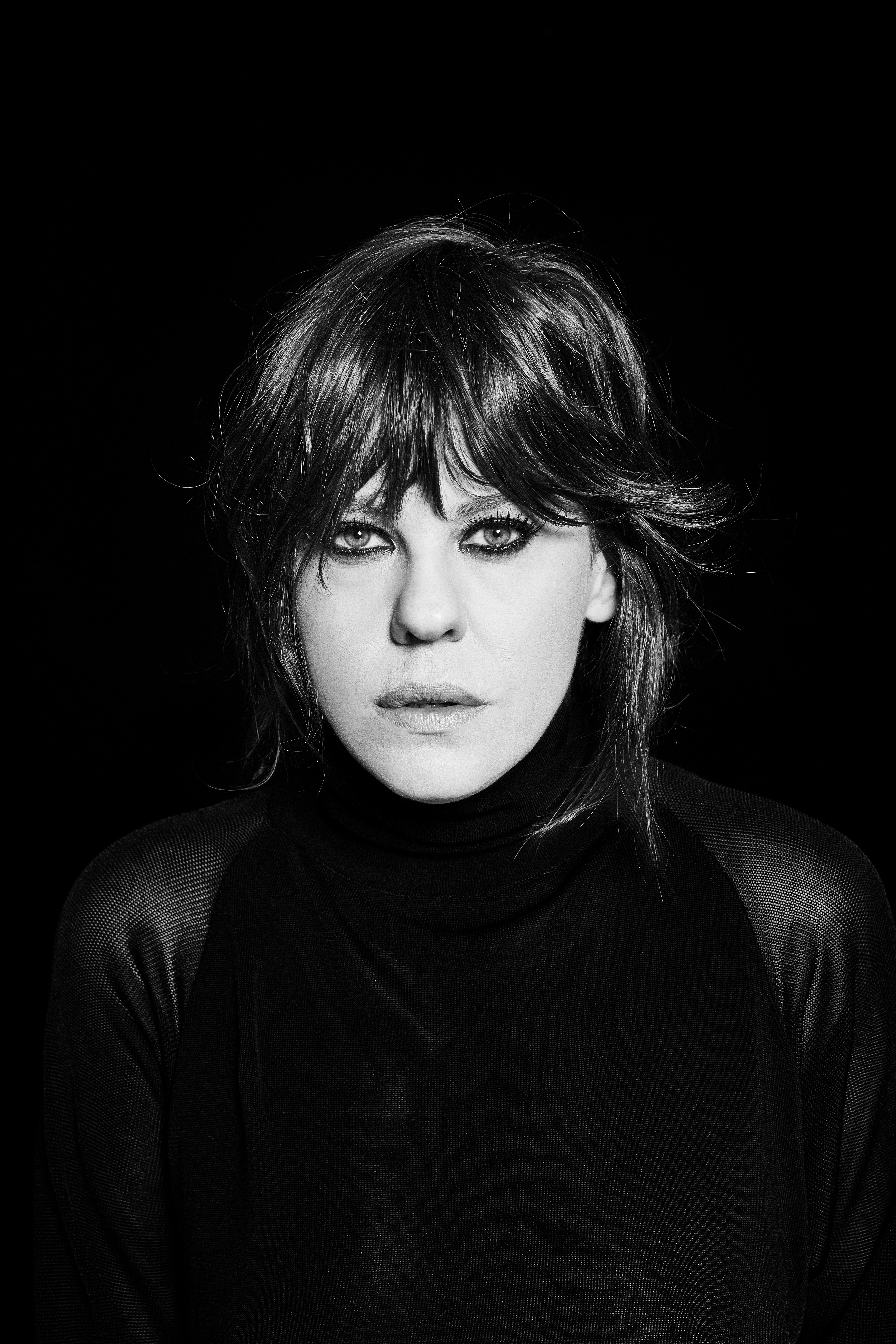
Bárbara Paz, Melhor Longa-Metragem Documentário e Co-Melhor Montagem Documentário

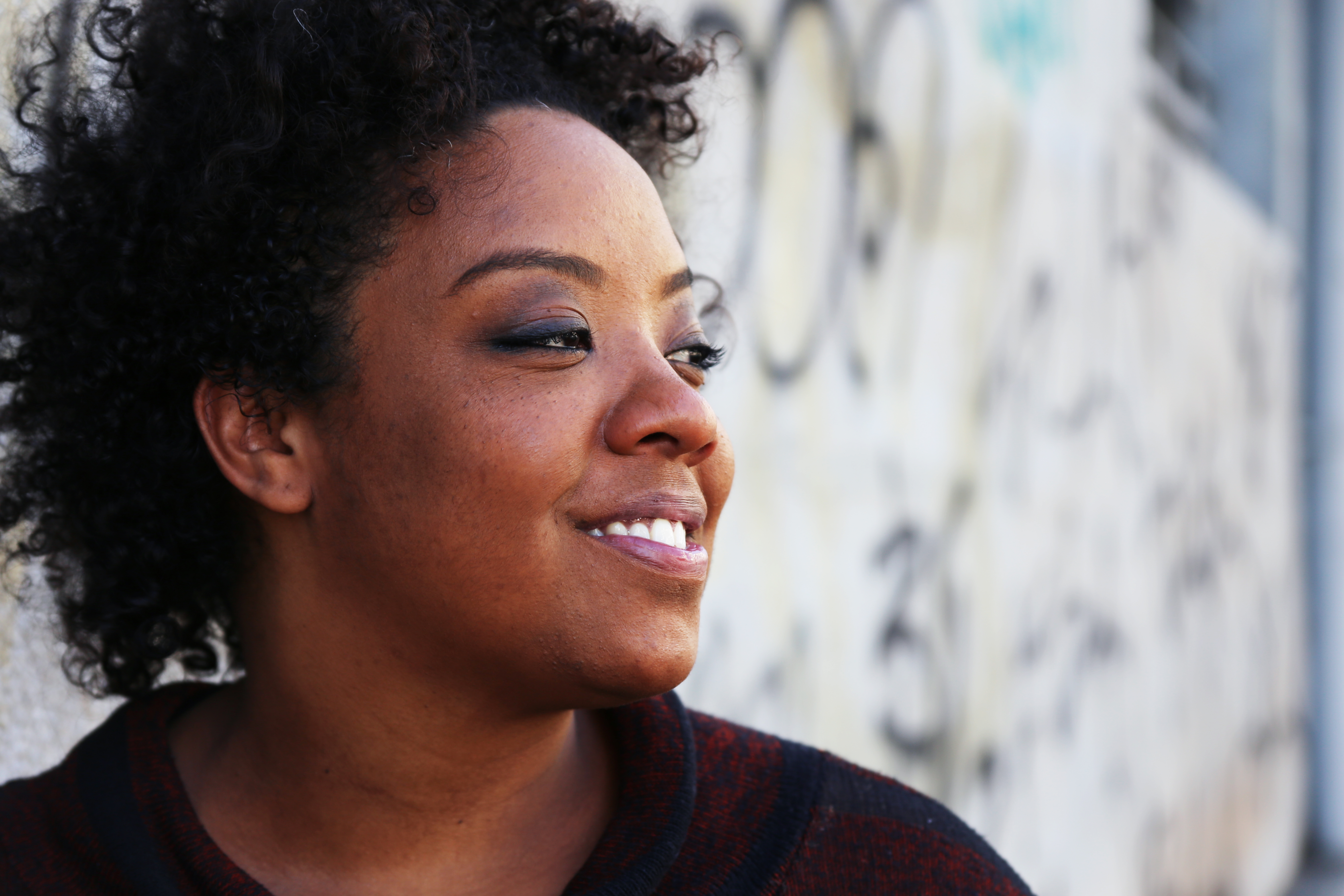
Grace Passô, Melhor Curta-Metragem Ficção

| - A Febre – Leonardo Mecchi e Maya Da-Rin, produtores - A Divisão – José Júnior, produtor - Boca de Ouro – Daniel Filho, produtor - Cidade Pássaro – Matias Mariani, Juliana Funaro, Renata Wolter, Issis Valenzuela, Marie-Pierre Macia, Claire Gadéa e Junyoug Jang, produtores - Pacarrete – Allan Deberton, produtor                                                                     | - Jeferson De – M8 - Quando a Morte Socorre a Vida - Ana Luiza Azevedo – Aos Olhos de Ernesto - Daniel Filho – Boca de Ouro - Geraldo Sarno – Sertânia - Sandra Kogut – Três Verões - Vicente Amorim – A Divisão |
| Melhor Atriz | Melhor Ator |
| - Marcélia Cartaxo – Pacarrete como Pacarrete - Andréa Beltrão – Verlust como Frederica - Lorena Comparato – Boca de Ouro como Celeste - Malu Mader – Boca de Ouro como Guigui - Regina Casé – Três Verões como Madá | - Marcos Palmeira – Boca de Ouro como Boca de Ouro - Flávio Bauraqui – Abraço como Jorge - Irandhir Santos – Fim de Festa como Breno - Rogério Fróes – Três Verões como Lira - Silvio Guindane – Boca de Ouro como Caveirinha - Silvio Guindane – A Divisão como Mendonça |
| Melhor Atriz Coadjuvante | Melhor Ator Coadjuvante |
| - Hermila Guedes – Fim de Festa como Cosma e Damiana - Berta Loran – Jovens Polacas como Sarita - Denise Fraga – Música para Morrer de Amor como Berenice - Gisele Fróes – Três Verões como Marta Lira - Soia Lira – Pacarrete como Maria - Zezé Motta – M8 - Quando a Morte Socorre a Vida como Iza - Zezita de Matos – Pacarrete como Chiquinha                                            | - João Miguel – Pacarrete como Miguel - Flávio Bauraqui – Não Vamos Pagar Nada como sargento da Policia Militar - Flávio Bauraqui – Macabro como Tião - Flavio Migliaccio † – Jovens Polacas como Mr. Abrahão - Guilherme Fontes – Boca de Ouro como Agenor - Otávio Muller – Três Verões como Edgar Lira |
| Melhor Roteiro Original | Melhor Roteiro Adaptado |
| - Allan Deberton, André Araújo, Natália Maia e Samuel Brasileiro – Pacarrete - Jorge Furtado e Ana Luiza Azevedo – Aos Olhos de Ernesto - Maria Camargo e Bárbara Paz – Babenco - Alguém Tem que Ouvir o Coração e Dizer: Parou - Matias Mariani, Chika Anadu, Francine Barbosa, Julia Murat, Maíra Bühler e Roberto Winter – Cidade Pássaro - Sandra Kogut e Iana Cossoy Paro – Três Verões | - Jefferson De e Felipe Sholl – M8 - Quando a Morte Socorre a Vida - Ale Machado – Osmar, a 1ª Fatia do Pão de Forma - Alex Levy-Heller – Jovens Polacas - Esmir Filho e Ismael Caneppele – Verlust - Euclydes Marinho – Boca de Ouro |
| Melhor Longa-Metragem Comédia | Melhor Longa-Metragem Documentário |
| - Pacarrete – Allan Deberton - Carlinhos e Carlão – Pedro Amorim - De Perto Ela Não É Normal – Cininha de Paula - Não Vamos Pagar Nada – João Fonseca - No Gogó do Paulinho – Roberto Santucci - Os Espetaculares – André Pellenz | - Babenco - Alguém Tem que Ouvir o Coração e Dizer: Parou – Bárbara Paz - Dentro da Minha Pele – Toni Venturi e Val Gomes - Fico te Devendo uma Carta Sobre o Brasil – Carol Benjamin - Fotografação – Lauro Escorel - Partida – Caco Ciocler |
| Melhor Longa-Metragem Animação | Melhor Longa-Metragem Infantil |
| - Os Under-Undergrounds, O Começo – Nelson Botter Jr - Osmar, a 1ª Fatia do Pao de Forma – Ale McHaddo | - 10 Horas para o Natal – Cris D’Amato - O Melhor Verão das Nossas Vidas – Adolpho Knauth |
| Melhor Direção de Fotografia | Melhor Direção de Arte |
| - Barbara Alvarez – A Febre - Azul Serra – Macabro - Beto Martins – Pacarrete - Felipe Reinheimer – Boca de Ouro - Gustavo Hadba – A Divisão | - Rodrigo Frota – Pacarrete - Ana Dominoni – Sertânia - Ana Paula Cardoso – A Febre - Daniel Flaksman – A Divisão - Mario Monteiro – Boca de Ouro |
| Melhor Figurino | Melhor Maquiagem |
| - Kika Lopes – Boca de Ouro - Ana Avelar – Macabro - Ana Dominoni – Sertânia - Chris Garrido – Pacarrete - Sol Azulay – Jovens Polacas | - Tayce Vale – Pacarrete - Adriano Manques – Boca de Ouro - Britney Federline – Aos Olhos de Ernesto - Sid Andrade – Jovens Polacas - Sonia Penna – M8 - Quando a Morte Socorre a Vida |
| Melhor Trilha Sonora | Melhor Som |
| - Fred Silveira – Pacarrete - André Abujamra e Eron Guarnieri – Abraço - Bárbara Paz e O Grivo – Babenco - Alguém Tem que Ouvir o Coração e Dizer: Parou - Berna Ceppas – Boca de Ouro - DJ Dolores – Fim de Festa | - Rodrigo Ferrante, Miriam Biderman, ABC e Ricardo Reis, ABC – Babenco - Alguém Tem que Ouvir o Coração e Dizer: Parou - Gabriela Cunha, Xavier Thibault e Gilles Bernadeau – Cidade Pássaro - José Moreau Louzeiro, Lucar Marcier, Fabiano Krieger e Paulo Gama – A Divisão - José Moreau Louzeiro, Tomás Alem, Bernardo Uzeda, Rodrigo Noronha e Gustavo Loureiro – Macabro - Márcio Câmara, Cauê Custódio e Rodrigo Ferrante – Pacarrete |
| Melhor Montagem Ficção | Melhor Montagem Documentário |
| - Karen Akerman – A Febre - Danilo Lemos – A Divisão - Diana Vasconcellos, ABC – Boca de Ouro - Giba Assis Brasil – Aos Olhos de Ernesto - Joana Collier – Pacarrete - Sérgio Mekler, EDT e Luisa Marques – Três Verões | - Cao Guimarães e Bárbara Paz – Babenco - Alguém Tem que Ouvir o Coração e Dizer: Parou - Domingos Oliveira e Victor Magrath – Os 8 Magníficos - Fabio Santos – Aquecimento Global - Idê Lacreta – Fotografação - Jordana Berg – Soldado Estrangeiro - Marcola Marinho e Paulo Alberto – Dentro da Minha Pele - Marília Moraes, EDT e Isabel Castro, EDT – Fico te Devendo uma Carta Sobre o Brasil                                         |
| Melhor Longa-Metragem Internacional | Melhor Longa-Metragem Ibero-Americano |
| - Jojo Rabbit () – Taika Waititi - Apocalypse Now: Final Cut () – Francis Ford Coppola - O Farol () – Robert Egges - O Pai (/) – Kristina Grozeva e Petar Valchanov - Você Não Estava Aqui () – Ken Loach | - O Roubo do Século () – Ariel Winograd - Monos, Entre o Céu e o Inferno () – Alejandro Landes - O Filme de Bruno Aleixo () – João Moreira e Pedro Santo - Pornô para Principiantes (/) – Carlos Ameglio - Tarde para Morrer Jovem (/) – Dominga Sotomayor |
| Melhor Efeito Visual | Melhor Curta-Metragem Ficção |
| - Marcelo Siqueira, ABC – A Divisão - Bernardo Neder – Jovens Polacas - Bernardo Neder – M8 - Quando a Morte Socorre a Vida - Fabio Souza – Cidade Pássaro - Hoël Sainleger – A Febre - Marcelo Siqueira, ABC – Boca de Ouro | - República – Grace Passô - 5 Estrelas – Fernando Sanches - A Barca – Nilton Resende - Egum – Yuri Costa - Perifericu – Nay Mendl, Rosa Caldeira, Stheffany Fernanda e Vita Pereira - Receita de Caranguejo – Issis Valenzuela |
| Melhor Curta-Metragem Documentário | Melhor Curta-Metragem Animação |
| - Filhas de Lavadeiras – Edileuza Penha de Souza - À Beira do Planeta Mainha Soprou a Gente – Bruna Barros e Bruna Castro - Cinema Contemporâneo – Felipe André Silva - In Memorian – O Roteiro do Gravador – Sylvio Lanna - Minha História é Outra – Mariana Campos - O Que Pode um Corpo? – Victor Di Marco e Márcio Picoli - Rua Augusta, 1029 – Mirrah da Silva                          | - Subsolo – Erica Maradona e Otto Guerra - Mãtãnãg, A Encantada – Shawara Maxakali e Charles Bicalho - O Homem das Gavetas – Duda Rodrigues - Tandem – Vivian Altman - Um Peixe para Dois – Chia Beloto |
| Melhor Série Animação (TV Paga / OTT) | Melhor Série Documentário (TV Paga / OTT) |
| - Rocky & Hudson: Os Caubóis Gays – 1ª Temporada – Canal Brasil - Senninha na Pista Maluca – 2ª Temporada – Gloob - Zuzubalândia – 2ª Temporada – Cartoon Network, Boomerang e Tooncast | - Milton e o Clube da Esquina – 1ª Temporada – Canal Brasil - Amarelo Prisma – 1ª Temporada – GNT - Anitta: Made In Honório – 1ª Temporada – Netflix - Cientistas Brasileiros Entre os Melhores – 1ª Temporada – Looke - Favela Gay – Periferia LGBTQI+ – 1ª Temporada – Canal Brasil |
| Melhor Série Ficção (TV Paga / OTT) | Melhor Série Ficção TV Aberta |
| - Bom Dia, Verônica – 1ª Temporada – Netflix - Detetives do Prédio Azul – 14ª Temporada – Gloob - Hard – 1ª Temporada – HBO - Os Últimos Dias de Gilda – 1ª Temporada – Canal Brasil - 1 Contra Todos – 4ª Temporada – Fox | - Sob Pressão: Plantão Covid – Temporada Especial – TV Globo - Gilda, Lucia e o Bode – 1ª Temporada – TV Globo - Tá Puxado – 1ª Temporada – TV Jornal/SBT |